# Lesotundra

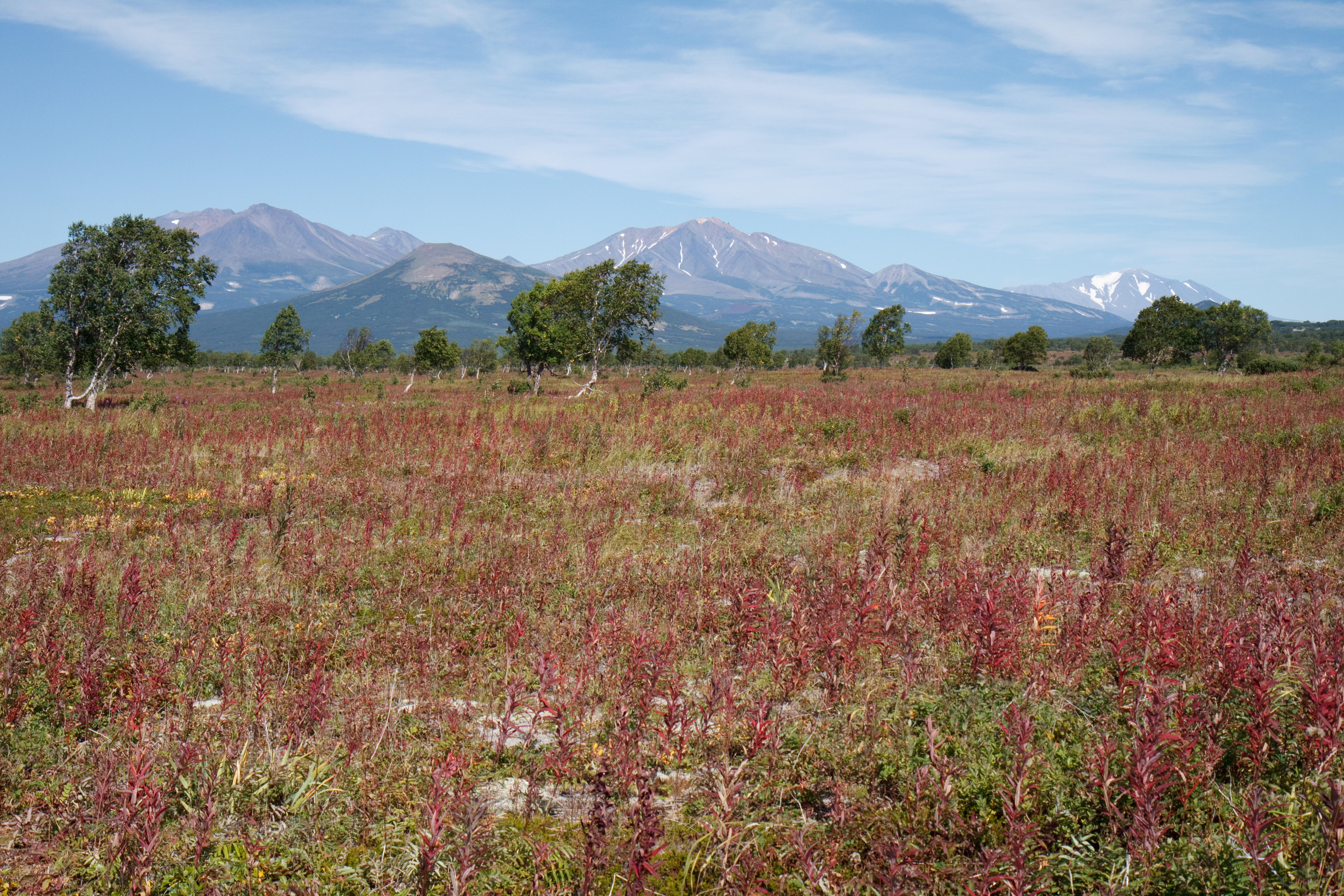
Lesotundra na Kamčatce

Lesotundra je přechodný vegetační typ mezi biomem tundry a tajgy. Tento přechod tvoří polární hranice lesa, která většinou zaujímá poměrně úzký pás (řádově kilometry či desítky kilometrů) táhnoucí se v rovnoběžkovém směru. Směrem od severu se zprvu v tundře objevují na chráněnějších místech jednotlivé stromy, zatímco na otevřených plochách se ještě uplatňuje tundrová vegetace s četnými rašeliništi a jezírky. Směrem na jih se stále častěji vyskytují souvislé lesní celky a lesotundra přechází v tajgu. Živočišná složka je tvořena zástupci obou přiléhajících biomů.

## Klima
Průměrná teplota vzduchu v nejteplejším měsíci činí přibližně 10 °C, ve vegetačním období 5,5–7,5 °C.

## Biotické podmínky
Ze stromů jsou zastoupeny břízy, vrby, borovice a jiné jehličnany (na Sibiři smrk sibiřský, modřín sibiřský a modřín dahurský).